# Ticketing online
Con ticketing online si intende la vendita online di biglietti per qualsiasi tipo di evento: sport, cinema, teatro, concerti, conferenze, ecc.
In Italia il settore è soggetto a una normativa specifica che obbliga i settori Intrattenimento e Spettacolo alla certificazione dei corrispettivi mediante l'utilizzo di sistemi di biglietteria omologati dall'Agenzia delle Entrate.

## Storia
Con la diffusione di internet e il suo rapido sviluppo tecnologico, anche la vendita di biglietti per gli eventi ha cominciato a spostarsi sulla rete. La vendita online dei biglietti avviene solitamente in parallelo alla vendita offline, e fa spesso parte di strategie integrate per la vendita dei propri biglietti attraverso una pluralità di canali (box office, negozi partner, sito web dell'evento o dell'organizzatore, siti partner, ecc).

## Tipi di piattaforma per il ticketing online
In genere, è possibile distinguere due tipi principali di piattaforma per il ticketing online in funzione della complessità del servizio offerto:
- piattaforma completa per il ticketing, che permette di gestire la biglietteria sia online, sia offline. Rientrano in questa categoria i software di biglietteria basati sul web, che includono un cms interno o sono in grado di comunicare con cms di terze parti per fornire un'interfaccia di acquisto dei biglietti.
- Piattaforma solamente online, che permette di vendere biglietti su internet, ma si deve interfacciare con un programma di biglietteria esterno che gestisce la biglietteria nel suo complesso. Rientrano in questa categoria i cms con funzioni di e-commerce specifiche per la vendita dei biglietti (come la possibilità di inserire mappe delle venue o l'integrazione con software di biglietteria tradizionali).

### Caratteristiche delle piattaforme per il ticketing online
Le piattaforme di ticketing online si distinguono da quelle di e-commerce in quanto devono rispondere ad esigenze e problematiche diverse (naturalmente è possibile che una piattaforma di ticketing includa anche un sistema di e-commerce tradizionale per il merchandising). In genere una piattaforma di ticketing avrà funzioni in grado di gestire:
- mappe delle venue, che possono essere utilizzate sia per suddividere allotment e fasce di prezzo, sia per dare la possibilità agli utenti di scegliere il proprio posto.
- Controllo accessi, che a seconda del tipo di venue e di evento potrà essere più o meno leggero (possiamo prendere come estremi il controllo dei biglietti nei teatri e i tornelli controllati dalle forze dell'ordine negli stadi).
- Tessere e abbonamenti, che possono essere legati all'acquisto di più ingressi per una stagione o all'appartenenza a una determinata categoria che ha diritto a sconti e omaggi.
- Ristampe e prevenzione del bagarinaggio, anche se questo punto dipende molto dalle leggi dei singoli paesi.

## Tipi di sito web di ticketing online
In genere, è possibile distinguere due tipi principali di sito per il ticketing online in funzione dei rapporti con le venue e con gli organizzatori di eventi:
- biglietteria gestita internamente dall'organizzatore di un evento (es. un cinema che vende online i biglietti per i propri spettacoli, gestendo la vendita dal proprio sito senza appoggiarsi a servizi esterni).
- Biglietteria in conto terzi (es. un sito web che gestisce in appalto la vendita di biglietti per gli eventi di una pluralità di organizzatori: cinema, teatri, associazioni sportive, ecc).

## Tipi di servizio di ticketing online
Le due tassonomie precedenti possono essere combinate per definire quattro tipi principali di servizio per il ticketing online:
1. sistema di ticketing online completo, utilizzato da un organizzatore di eventi per gestire la propria biglietteria e le proprie vendite online e offline.
2. Sistema di ticketing solamente online, utilizzato da un organizzatore di eventi per vendere online i propri biglietti in abbinamento ad un programma dedicato per la gestione offline della biglietteria.
3. Sito web di ticketing in conto terzi basato su una piattaforma di ticketing online completa, che permette di gestire da un unico server le vendite online e quelle offline (es. attraverso call centre, negozi e partner).
4. Sito web di ticketing basato su un sistema che gestisce esclusivamente le vendite online. Utilizzato o in abbinamento ad un sistema per la gestione offline della biglietteria (se vengono gestite anche vendite tramite call-centre, partner, ecc.), o come unico canale di vendita abbinato alla biglietteria offline dei propri clienti.

## Piattaforme di ticketing online
| Nome        | Piattaforma | Database   | Ultima versione stabile | Integrazione CMS | Sito web       |
| ----------- | ----------- | ---------- | ----------------------- | ---------------- | -------------- |
| belive      | Java        | SQL Server | 2010                    | Si               | belive website |
| OOOH.Events | LAMP        | MySQL      | 2020                    | Sì               | OOOH.Events    |
| Ticketzeta  | PHP         | MySQL      | 2023                    | Sì               | ticketzeta.com |

## Siti di ticketing online
| Nome                     | Sistema | Tipologia                                                                                   | Paese/i     | Sito web                                                               |
| ------------------------ | ------- | ------------------------------------------------------------------------------------------- | ----------- | ---------------------------------------------------------------------- |
| Il Tuo Ticket            |         | sconti e offerte biglietti cinema, parchi divertimento, parchi acquatici e parchi avventura | Italia      | www.iltuoticket.it                                                     |
| Tickethour               | belive  | conto terzi                                                                                 | Grecia      | Tickethour website                                                     |
| Ticketsmarche            | belive  | conto terzi                                                                                 | Egitto      | Ticketsmarche website                                                  |
| Shakespeare's Globe      |         | conto proprio                                                                               | Regno Unito | Shakespeare's Globe website                                            |
| Last Ticket              |         | conto proprio                                                                               | Italia      | Last Ticket website                                                    |
| AFC Asian Cup Qatar 2011 | belive  | conto proprio                                                                               | Qatar       | AFC Asian Cup Qatar 2011 website                                       |
| MODULSNAP                |         | conto proprio                                                                               | Italia      | Ticketing per ogni evento, ticket per trasporti, ecc www.modulsnap.com |
| ORGRAF TICKETING         |         | conto proprio                                                                               | Italia      | Tickentig per ogni evento www.orgraf.it                                |